# Abundius der Sakristan

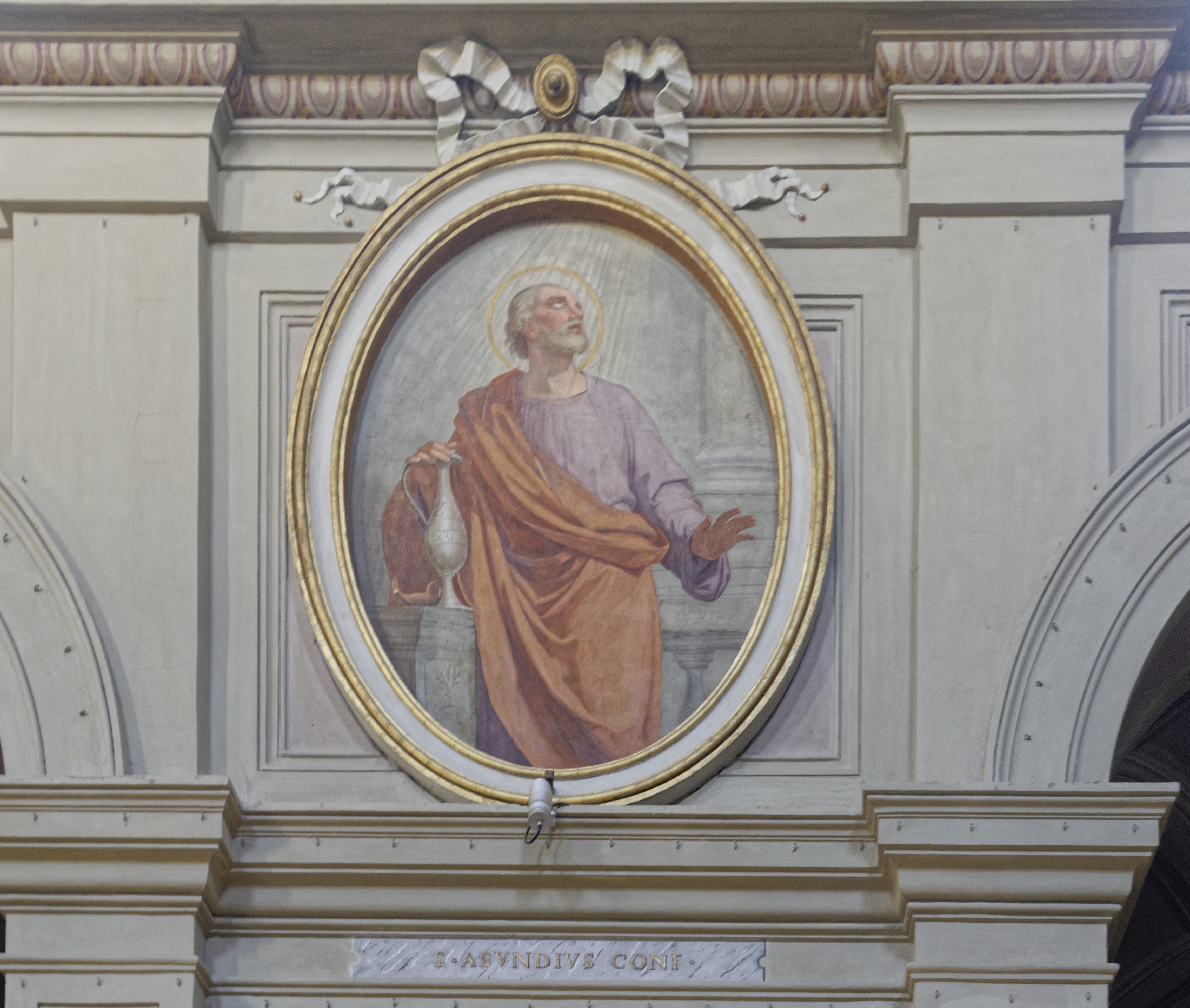
Medaillon des heiligen Abundius in der Kirche San Michele in Sassia

Der heilige Abundius (auch Agontius, Abonde, Acontius) († um 564 in Rom) war Sakristan (Küster) im Petersdom.

## Leben
Papst Gregor I. schrieb die Geschichte seines Lebens auf und erwähnt seine großen geistigen Gaben. Er beschreibt ihn als Mann von großer Demut und Würde.
Im dritten Buch, Kapitel XXV seiner Dialogi de vita et miraculis patrum Italicorum berichtet Gregor, wie der „Mesner Acontius“ ein Mädchen von der Gicht heilte.
Abundius ist im Petersdom beigesetzt. Sein Gedenktag ist der 14. April, der im Petersdom auch heute noch besonders gefeiert wird.